# Концентрат 1977.-1983.
„Концентрат 1977.-1983.“ је трећи компилацијски албум Парног ваљка који се појавио на тржишту 1. децембра 2005. године. Издавачке куће Hit Records и Suzy су у заједничкој сарадњи објавиле ремастероване верзије двадесет и две песме изабране са албума објављених између 1977. и 1983. године. С обзиром да је први албум Парног ваљка објавила кућа ПГП РТБ, песме са њега нису укључене у овај избор, што је наглашено и у називу компилације.
Песме на компилацији су поређане хронолошки, по датумима објављивања албума са којих потичу, а правило нарушава једино песма „Уличне туче“, која затвара овај избор, иако је објављена на другом по реду, албуму „Градске приче“.

## Списак песама
| р. бр | назив песме                            | албум                      | година |
| ----- | -------------------------------------- | -------------------------- | ------ |
| 1.    | „Лутка за бал“                         | Главом кроз зид            | 1977   |
| 2.    | „Страница дневника“                    | Градске приче              | 1979   |
| 3.    | „Она је тако проклето млада“           | Вруће игре                 | 1980   |
| 4.    | „Јави се“                              | Вруће игре                 | 1980   |
| 5.    | „Хвала ти“                             | Вруће игре                 | 1980   |
| 6.    | „Неда“                                 | Вруће игре                 | 1980   |
| 7.    | „Само сјећања“                         | Вруће игре                 | 1980   |
| 8.    | „Ти повуци први потез“                 | Вруће игре                 | 1980   |
| 9.    | „Вечерас требам друштво“               | Вријеме је на нашој страни | 1981   |
| 10.   | „Моје дневне параноје“                 | Вријеме је на нашој страни | 1981   |
| 11.   | „Сташка“                               | Вријеме је на нашој страни | 1981   |
| 12.   | „Као ти“                               | Вријеме је на нашој страни | 1981   |
| 13.   | „Вријеме је на нашој страни“           | Вријеме је на нашој страни | 1981   |
| 14.   | „Главном улицом“                       | Главном улицом             | 1983   |
| 15.   | „Хајде кажи поштено“                   | Главном улицом             | 1983   |
| 16.   | „Као прије“                            | Главном улицом             | 1983   |
| 17.   | „Не зови“                              | Главном улицом             | 1983   |
| 18.   | „Ма хајде (гледај ставри мојим очима)“ | Главном улицом             | 1983   |
| 19.   | „Кажи ми“                              | Главном улицом             | 1983   |
| 20.   | „Наташа“                               | Главном улицом             | 1983   |
| 21.   | „А ја бих са врагом“                   | Главном улицом             | 1983   |
| 22.   | „Уличне туче“                          | Градске приче              | 1979   |